# Лінійні кораблі класу «Беллерофон»
Лінійні кораблі класу «Беллерофон» (англ. Bellerophon-class battleship) — серія дредноутів, побудованих для Королівського флоту Великої Британії у 1906—1909 роках. «Дредноут», що започаткував новий однойменний тип кораблів, був єдиним у своїй серії. Побудована слідом серія лінійних кораблів — головний «Беллерофон» та його систершипи «Темерер» та «Суперб», стала першою серією дредноутів не тільки у Британському флоті, але й у світі.
Лінкори класу «Беллерофон» стали еволюційним продовженням «Дредноута», фактично скопіювавши його конструкцію з незначними змінами. Вони мали такий же головний калібр: 5 башт із спареними 305-мм (12") гарматами, паротурбінну силову установку та швидкість ходу у 21 вузол. Схема бронювання зазнала деяких змін. На відміну від броньових екранів навпроти погребів, «Беллерофони» отримали протиторпедну перебірку, яка захищала не тільки погреби, але й силову установку. Ціною за це стало зменшення товщини головного бронепоясу на 25 мм — до 254 мм. Були усунені деякі виявлені недоліки «Дредноута»: єдина його фок-щогла стояла позаду димової труби та потерпала від диму і розпечених газів, на проєкті ж «Беллерофон» поставили дві триногі щогли з контрольними постами, та винесли фок-щоглу попереду носової труби. Замалі 76-мм протимінні гармати були замінені на 102-мм.
Кораблі класу «Беллерофон» провели основну частину служби у складі Домашнього та Великого Флотів ВМС Великої Британії. Крім участі в Ютландській битві у травні 1916 року, а також у безрезультатній операції 19 серпня того ж року, коли німецький флот черговий раз виходив в море, їхня роль у Першій світовій війні обмежувалася патрулюваннями та навчаннями у водах Північного моря.
Після завершення війни у листопаді 1918 року, «Беллерофон» взяв участь у церемонії капітуляції німецького Флоту Відкритого моря. «Темерер» та «Суперб» були передані Середземноморському флоту для підтримки сил союзників у Середземномор'ї та на Чорному морі. «Суперб» став флагманом віцеадмірала Сомерсета Калторпа, Головнокомандувача Середземноморського флоту. У листопаді вони зайшли до Севастополя, «Суперб» у грудні відвідав Одесу. Вже у 1919 році «Беллерофони» вважалися застарілими та були виведені у резерв, а пізніше знайшли застосування у ролі навчальних кораблів. «Суперб» використовувався для артилерійських експериментів у 1920 році, після чого став кораблем-мішенню у 1922-му та був проданий для утилізації того ж року. «Беллерофон» та «Темерер» були продані наприкінці 1921 року, після чого розібрані на метал.

## Проєктування
У жовтні 1904 року Джон Фішер обійняв посаду Першого морського лорда, маючи на меті велику модернізацію флоту, у першу чергу будівництво нових класів лінкорів та крейсерів. За поданням Фішера Рада Адміралтейства створила спеціальний «Комітет із проєктування» (англ. Committee on Designs), який повинен був видавати Головному будівничому флоту завдання на проектування нових кораблів та оцінювати ці проекти.
У жовтні 1905 року був закладений новий лінкор «Дредноут». Цей корабель мав революційний дизайн: він був побудований за новою концепцію єдиного головного калібру (англ. all big gun — «тільки великі гармати») і порівняно з минулим класом броненосців «Лорд Нельсон» мав у два рази більший бортовий залп — вісім 305-мм гармат замість чотирьох. Також «Дредноут» став першим у світі лінкором, що був оснащений паровими турбінами та мав 21-вузлову швидкість, на відміну від 18-узлових броненосців того часу. Це зробило його епохальним кораблем. Конструкція «Дредноута» була якісно новою і його власна назва стала загальною нового типу. Усі наступні лінкори, побудовані за цією концепцією, почали називати «дредноутами».
Серед тих, хто займався проєктуванням та будівництвом лінкора «Дредноут» (1906), мав місце певний рівень занепокоєння через його конструкцію з великою кількістю нововведень. Через це вони вважали, що подальше будівництво основних кораблів треба призупинити до отримання результатів випробувань «Дредноута». Проте усі погоджувалися, що створення нового лінкора виведе Велику Британію на позицію лідера з будівництва кораблів нового типу, і таке лідерство слід зберегти.
Майже не було сумнівів, що поява «Дредноута» спровокує гонитву озброєнь великих держав. Перший лорд Адміралтейства граф Кодор 30 листопада 1905 року опублікував меморандум щодо майбутніх кораблебудівних програм. Його гаслом було «будуй мало, будуй швидко, кожен наступний могутніший за попереднього». Кодор передбачав злиття броненосного крейсера та лінкора в один клас основного корабля, тому запропонував закладати кожного року чотири кораблі, подібні до «Дредноута» та «Інвінсібла». Британія мала можливість будувати їх за два роки. Головний суперник — Німеччина, будувала свої лінкори три роки, а її першою відповіддю на «Дредноут» мали бути два лінкори програми 1906 року. Отже, за розрахунками Кодора у 1908 році Британія мала б десять нових кораблів: п'ять лінкорів подібних до «Дредноута», три лінійних крейсери класу «Інвінсібл», та два броненосці класу «Лорди Нельсон», проти двох нових німецьких лінкорів класу «Нассау».
Меморандум Кодора підтримував Перший морський лорд Джон Фішер. Він запропонував гібрид лінкора та крейсера — ескізний проєкт X4, датований 2 грудня 1905 року. Це був лінкор з озброєнням і бронюванням «Дредноута» та швидкістю «Інвінсібла». «Дредноут» критикували за слабкий протимінний 76-мм калібр, тому новий проєкт отримав на додачу 102-мм гармати. Також він мав дві традиційні триногі щогли, на відміну від «Дредноута», та суцільну протиторпедну перебірку завтовшки 38-51 мм. Цей лінкор з розрахунковою водотоннажністю 22 500 дов. тонн мав бути на третину дорожчим за «Дредноут».
| Основні ТТД проєктів британських капітальних кораблів 1905—1906 років | Основні ТТД проєктів британських капітальних кораблів 1905—1906 років | Основні ТТД проєктів британських капітальних кораблів 1905—1906 років | Основні ТТД проєктів британських капітальних кораблів 1905—1906 років | Основні ТТД проєктів британських капітальних кораблів 1905—1906 років |
| Характеристика                                                        | «Дредноут»                                                            | Проєкт Х4                                                             | «Інвінсібл»                                                           | проєкт лінкора програми 1906 року                                     |
| --------------------------------------------------------------------- | --------------------------------------------------------------------- | --------------------------------------------------------------------- | --------------------------------------------------------------------- | --------------------------------------------------------------------- |
| Дата специфікації                                                     | 12 травня 1905                                                        | 2 грудня 1905                                                         | 22 червня 1905                                                        | липень 1906                                                           |
| Довжина між перпендикулярами, м                                       | 149,4                                                                 | 176,8                                                                 | 161,5                                                                 | 149,4                                                                 |
| Довжина найбільша, м                                                  | 160,3                                                                 | 189,9                                                                 | 172,8                                                                 | 160,3                                                                 |
| Ширина, м                                                             | 25,0                                                                  | 25,3                                                                  | 23,9                                                                  | 25,0                                                                  |
| Осадка, м                                                             | 8,1                                                                   | 8,4                                                                   | 7,9                                                                   | 8,5                                                                   |
| Потужність СУ, к. с.                                                  | 23000                                                                 | 45000                                                                 | 41000                                                                 | 23000                                                                 |
| Швидкість, вузли                                                      | 21                                                                    | 25                                                                    | 25                                                                    | 21                                                                    |
| Озброєння                                                             |                                                                       |                                                                       |                                                                       |                                                                       |
| 305-мм                                                                | 10                                                                    | 10                                                                    | 8                                                                     | 10                                                                    |
| 102-мм                                                                | -                                                                     | 8                                                                     | -                                                                     | 16                                                                    |
| 76-мм                                                                 | 18                                                                    | 18                                                                    | 18                                                                    | -                                                                     |
| ТА                                                                    | 5×457-мм                                                              | 3×457-мм                                                              | 5×457-мм                                                              | 5×457-мм                                                              |
| Бронювання, мм                                                        |                                                                       |                                                                       |                                                                       |                                                                       |
| пояс                                                                  | 279                                                                   | 279                                                                   | 152                                                                   | 254                                                                   |
| барбети                                                               | 279                                                                   | 279                                                                   | 178                                                                   |                                                                       |
| башти                                                                 | 279                                                                   | 279                                                                   | 178                                                                   | 279                                                                   |
| бойова рубка                                                          | 279                                                                   | 279                                                                   | 254                                                                   |                                                                       |
| Статті вагового навантаження, дов. тонн                               |                                                                       |                                                                       |                                                                       |                                                                       |
| Корпус                                                                | 6100                                                                  | 7350                                                                  | 6200                                                                  | 6190                                                                  |
| Обладнання та запаси                                                  | 650                                                                   | 750                                                                   | 660                                                                   | 670                                                                   |
| Механізми                                                             | 1990                                                                  | 3550                                                                  | 3300                                                                  | 2100                                                                  |
| Інж. запаси                                                           | 60                                                                    |                                                                       | 90                                                                    |                                                                       |
| Вугілля                                                               | 900                                                                   | 1000                                                                  | 1000                                                                  | 900                                                                   |
| Бронювання                                                            | 5000                                                                  | 6540                                                                  | 3460                                                                  | 5340                                                                  |
| Озброєння                                                             | 3100                                                                  | 3210                                                                  | 2440                                                                  | 3200                                                                  |
| Запас водотоннажності                                                 | 100                                                                   | 100                                                                   | 100                                                                   | 100                                                                   |
| Усього проєктна водотоннажність                                       | 17 900                                                                | 22 500                                                                | 17 250                                                                | 18 500                                                                |

Станом на 26 грудня 1905 року за програмою кораблебудування 1906—1907 року мали бути закладені чотири лінкори — по одному на казенних корабельнях у Девенпорті на Портсмуті та два на приватних. Кодор був представником Консервативної партії, й меморандум грав роль передвиборчої програми на виборах, запланованих на листопад 1905 року. Але консерватори програли вибори Ліберальній партії, яка перемогла з програмою збільшення соціальних виплат коштом зменшення витрат на озброєння. Кодора на посту Першого лорда змінив барон Твідмут. На відміну від звичної практики, він не став міняти морських лордів, але програмі 1906 року поталанило менше.
Першою жертвою став проєкт X4. Фішер розумів, що за політики економії цей проєкт йому не дадуть реалізувати, тому сам порушив питання вибору проєкту лінкора 1906 року на засіданні комітету. Було вирішено, допоки нема результатів випробувань «Дредноута», взяти його проєкт за основу та доробити, щоб була можливість за необхідності швидко зробити зміни.
Наступним кроком навесні 1906 року стало скорочення майбутніх кораблебудівних програм з чотирьох до трьох лінкорів на рік. Морські лорди не змогли довести потребу будівництва саме чотирьох кораблів. Це викликало бурхливу реакцію в пресі, але мало й свої причини. По-перше, чекали, що провідні морські держави — Франція, США та Німеччина, — запланують наново свої кораблебудівні програми, але фактично цього не відбулося до публікації рішення Адміралтейства, тому в їхніх програмах утворилася пауза. По-друге, ліберальна партія розраховувала на успіх конференції зі скорочення озброєнь, яку вони запропоновували провести у Гаазі у 1907 році.
У травні 1906 року були замовлені башти для перших двох лінкорів. Перші ескізи лінкора програми 1906 року з'явилися 1 червня 1906 року. Від проєкту Х4 до нього перейшли 102-мм гармати — але вже 16 102-мм замість 27 76-мм, та дві триногі щогли. Бортова броня мала товщину від 254 до 127 мм, замість від 279 до 102 мм, та башти ГК 254 мм, а не 279. Проєкт мав розміри «Дредноута» та водотоннажність 18 400 тонн замість 17 900.
16 червня Головний будівничий флоту (DNC) Філіп Воттс замовив заміну 254 мм броні на 279-мм на бортах та барбетах. Очікувалося, що ця зміна обійдеться у 100 тонн. Ще однією зміною було продовження внутрішнього днища, як подвійного борту до схилу броньової палуби, а торпедна перегородка була перенесена далі всередину. Модифікований проєкт, схоже, був поданий DNC на розгляд Бюро 11 липня 1906 року. Його водотоннажність становила 18 500 тонн, а розміри збігалися з розмірами «Дредноута». Зростання водотоннажності було отримано шляхом поглиблення корабля на 152 мм. Головний бронепояс залишився завтовшки 254 мм, але був вищим — 1 м (3 фути 6 дюймів) над ватерлінією замість 0,61 м (2 фути) на «Дредноуті», та був постійної товщини — під водою також 254 мм, замість звуження до 178 мм. Стінки башт ГК були 279 мм, як і на «Дредноуті». Бортову броню на носі та кормі було потовщено. Близько половини носової 152-мм броні було збільшено до 178 мм, а в кормі уся 102-мм була збільшена до 127 мм. Бронепалуба тепер була однакової товщини 44 мм, без потовщення схилів до 70 мм. Задля часткової компенсації росту водотоннажності була зменшена протиторпедна перебірка.
Переглянута специфікація була подана 6 серпня 1906 року та 7 серпня була затверджена Бюро, отримавши штамп. Водотоннажність виросла до 18 600 т. Головною зміною, зазначеною Вотсом у супровідній записці, була протиторпедна перебірка по всій довжині силової установки та погребів, на відміну від екранів на «Дредноуті», які розташовувалися лише навпроти погребів. Встановлення такої перебірки було зумовлено проведеними експериментами. Перебірки йшли щонайменше у 3,35 м (11 футів) від борту судна, а в деяких місцях і далі. Їхня товщина змінювалася від 25 до 76 мм, залежно від відстані до борту.
Передбачалося, що ці перебірки будуть без розрізів, а вугілля з бортових бункерів буде підійматися над середньою палубою і тільки потім подаватиметься через внутрішні перебірки та вниз по жолобах до котлів. Але контролер флоту наказав прорізати двері у перебірці, як зазвичай, щоб через них можна було наповнювати та спорожняти бункери, а також евакуювати персонал, що займався завантаженням вугілля. Хоча жоден з кораблів не зазнав торпедного влучання, щоб перевірити надійність захисту, але вочевидь ці двері його погіршили.
На тій підставі, що снаряди, які потрапляють у верхню палубу, ймовірно, вибухнуть, не досягнувши барбетів, не було особливої причини збільшувати товщину барбетів під верхньою палубою. Натомість вони мали однакову товщину, щонайменше 8 дюймів. Товщину барбета, що виступав над верхньою палубою, бажано було збільшити, але вона була усього 0,76 м заввишки, тому це було визнано недоцільним, і товщину барбета залишили незмінною від головної палуби до самого верху. Барбети бортових башт «B» і «C» зробили товстішими — 254 мм, на тій підставі, що в них могло бути пряме влучання. Усі барбети нижче головної палуби мали товщину 127 мм. Перероблений проєкт отримав штамп Бюро 7 серпня 1906 року. Кораблі мали бути побудовані за два роки, починаючи з 1 січня 1907 року — один у Портсмуті, один в Девенпорті, та один за контрактом.

## Конструкція

### Озброєння

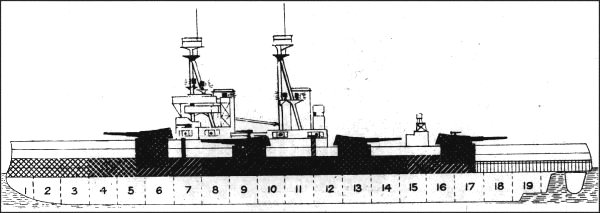
HMS Bellerophon (1907), вигляд збоку; затемнені ділянки показують розміщення броні (зображення з довідника Jane's Fighting Ships, 1915)

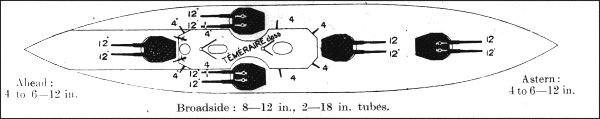
HMS Bellerophon (1907), вигляд зверху (зображення з довідника Jane's Fighting Ships, 1919)

Схему розташування гармат головного калібру на лінкорах класу «Беллерофон» залишили такою ж, як на «Дредноуті», але значно покращили розташування приладів керування їх наведенням. Спочатку в проєкті розташування фок-щогли та носової труби було як на «Дредноуті» — щогла позаду труби. Виявилося, що дим з труби робив майже неможливим перебування на контрольному пості розташованому на топі фок-щогли, тому триногу щоглу розмістили попереду труби, з ногами, відставленими в напрямку до корми, а не до носа. Це значно покращило роботу розташованого на топі фок-щогли контрольного поста. На кормі встановили таку саму триногу щоглу з кормовим контрольним постом на топі, але цей пост потерпав від гарячих газів та диму з димових труб, так що інколи на ньому неможливо було перебувати.
Протимінний калібр був значно кращим, ніж на «Дредноуті». Міноносці з їхніми торпедами ставали все грізнішою зброєю, й лінкор повинен був мати змогу їм протидіяти. Були проведені дослідні стрільби по старому міноносцю HMS Skate, які показали, що 76-мм гармат, встановлених на «Дредноуті», вже недостатньо, щоб гарантовано зупинити міноносець, який входить в атаку. Але 102-мм гармата впоралася при стрільбі на всіх курсових кутах, особливо при стрільбі осколково-фугасними снарядами, й майже завжди мала змогу зупинити міноносець до його виходу на дистанцію пуску торпед. Вирішальним фактором стала інформація, що французи та німці починають будувати міноносці з 25 мм бронею, яку не здатен пробити 76-мм снаряд. На «Белерофонах» були встановлені шістнадцять 102-мм/50 гармат BL Mk VII. 102-мм гармати розподілили так, щоб отримати максимальні сектори стрільби та узгодити їхню взаємодію з прожекторами та далекомірами. Вісім гармат стояли на баштах ГК — по дві на кінцевих та бортових, та ще вісім у надбудові. На додачу до них були встановлені чотири 47-мм гармати.
Торпедне озброєння складалося з трьох 457-мм підводних торпедних апаратів з боєзапасом у 14 торпед. Порівняно з минулим проєктом, їхню кількість зменшили на два: прибрали пару кормових бортових, залишивши пару носових бортових та кормовий.
| Гармата                             | 12″/45 Mark X                   | 12″/45 Mark X                    | BL 4″/50 Mk VII | BL 4″/50 Mk VII    | 3″/45 20cwt QF HA Mark I | 57-мм Гочкіса QF Mark I |
| ----------------------------------- | ------------------------------- | -------------------------------- | --------------- | ------------------ | ------------------------ | ----------------------- |
| Рік розробки                        | 1904                            | 1904                             | 1904            | 1904               | 1910                     | 1884                    |
| Калібр, мм                          | 305                             | 305                              | 102             | 102                | 76                       | 47                      |
| Довжина стволу, калібрів            | 45                              | 45                               | 50              | 50                 | 45                       | 40                      |
| Вага гармати, кг                    | 58 626                          | 58 626                           | 2126            | 2126               | 1020                     | 240                     |
| Швидкострільність, постр./хвил.     | 1,5                             | 1,5                              | 6-8             | 6-8                | 12—14                    | 20                      |
| Установка                           | BVIII, BIX, BX                  | BVIII, BIX, BX                   | P.II            | HA Mk II           | ?                        | ?                       |
| Кути склоніння                      | −3°/+13,5°                      | −3°/+13,5°                       | −7°/+15°        | −10°/+60°          | −10°/+90°                | /+60°?                  |
| Тип заряджання                      | картузне                        | картузне                         | картузне        | картузне           | унітарне                 | унітарне                |
| Тип снаряду                         | напівбронебійний Mark VI (2crh) | напівбронебійний Mark VIa (4crh) | фугасний(3crh)  | шрапнельний?(3crh) | фугасний                 | фугасний                |
| Вага снаряду, кг                    | 386                             | 389,8                            | 14,06           | 14,06              | 5,67                     | 2,72                    |
| вага та тип метального заряду       | 117 кг MD45                     | 117 кг MD45                      | 4.3 кг MD16     | 2.7 кг MD8         | 0,96 кг MD               | 0,11 кг CT              |
| Початкова швидкість, м/с            | 831                             | 831                              | 873             | 732                | 762                      | 538                     |
| Максимальна дальність, м            | 15 040                          | 17 236                           | 10 610 (15°)    |                    | 11 810                   | 7955                    |
| Досяжність по висоті максимальна, м | —                               | —                                | —               | ?                  | 7680                     | 3050                    |
| ефективна, м                        | —                               | —                                | —               | ?                  | 4790                     | 1100                    |

### Бронювання
Після розгляду декількох схем бронювання, було обрано схему із встановленням повної підводної протиторпедної перебірки (ПТП). Російсько-японська війна показала її важливість для захисту від торпедної атаки, тому на встановлення ПТП пішли навіть коштом зменшення товщини бронювання в деяких інших місцях.
Порівняно з «Дредноутом» головний бронепояс був тоншим на один дюйм (25,4 мм) і мав товщину 254 мм та висоту 2,3 м (7 футів 6 дюймів). Він проходив від початку барбета носової башти до кормового траверза приблизно посередині барбета кормової башти. Цей пояс в нижній частині звужувався клином і внизу мав товщину 203 мм. За нормальних умов нижній край поясу знаходився на 1,57 м (5 футів 2 дюйми) нижче ватерлінії. Вперед від барбета носової башти пояс мав товщину 229 мм.
Вперед від головного бронепоясу до самого форштевня проходив допоміжний пояс. Приблизно на половину своєї довжини він мав товщину 178 мм, а решту — 152 мм. Кормова частина корпусу по ватерлінії була прикрита поясом завтовшки 127-мм. Верхній край цього поясу був вищим за головний пояс на 1 м (3 фути). Над головним 254-мм поясом йшов верхній 203-мм пояс. Його верхній край за нормальних умов знаходився на висоті 2,6 м (8 футів 6 дюймів) над рівнем води.
Кормовий траверз завтовшки 203 мм йшов під кутом до діаметральної площини від кінця головного бронепоясу до зовнішньої сторони барбета кормової башти ГК. Барбети башт ГК над верхнім бронепоясом над головною палубою мали товщину 229 мм. Нижче, на прикритому верхнім бронепоясом рівні, вони мали товщину 127 мм. Зовнішні сторони барбетів бортових башт мали товщину 254 мм. Башти мали товщину лоба та бокових стінок 279 мм, тильна сторона — 305 мм та дах завтовшки 76 мм.
Головна палуба мала товщину 32 мм між 4 та 5 баштами та 19 мм в інших місцях. Головна бронепалуба йшла на рівні середньої палуби. Вона була зі скосами  — пласка частина та скоси мали товщину 44 мм, але у кормовій частині її товщина збільшувалася до 76 мм задля прикриття погребів. Нижня палуба у кормі була карапасною і мала товщину від 51 до 102 мм. На носі середня палуба закінчувалася скосом завтовшки 102 мм для прикриття погребів і спускалася на рівень нижньої палуби. Далі до форштевня вона мала товщину 44 мм. У кормі бронепалуба підіймалася на рівень середньої палуби. Скоси мали товщину 102 мм, та 51-76 мм на решті поверхонь.
Носова бойова рубка мала 279 мм товщини у лобовій та боковій частині, 203 мм у задній стінці, товщину даху 76 мм та підлогу завтовшки 51 мм. Комунікаційна труба до неї мала товщину 127 мм. Сигнальна рубка, розташована позаду бойової, мала броню 76 мм з боків, і 51 мм дах та підлогу. Кормова бойова рубка, розташована позаду кормової труби, мала стінки завтовшки 203 мм.
Протиторпедна перебірка йшла від носових до кормових погребів. Її товщина мінялася. Вона мала товщину 25, 76 та 51 мм навпроти носових, бортових та кормових погребів відповідно; 51 мм навпроти середнього погребу та машинних відділень та 28 мм навпроти котельних відділень.

### Енергетична установка
| Основні дані силової установки та випробувань | Основні дані силової установки та випробувань              | Основні дані силової установки та випробувань              | Основні дані силової установки та випробувань              |
|                                               | «Беллерофон»                                               | «Суперб»                                                   | «Темерер»                                                  |
| --------------------------------------------- | ---------------------------------------------------------- | ---------------------------------------------------------- | ---------------------------------------------------------- |
| Силова установка                              | 4 вали, прямопривідні парові турбіни Парсонса, 23 000 к.с. | 4 вали, прямопривідні парові турбіни Парсонса, 23 000 к.с. | 4 вали, прямопривідні парові турбіни Парсонса, 23 000 к.с. |
| Виробник турбін                               | Fairfield                                                  | Wallsend                                                   | Hawthorn Leslie                                            |
| Котли                                         | 18 × Babcock & Wilcox                                      | 18 × Babcock & Wilcox                                      | 18 × Yarrow                                                |
| Дані випробувань на вимірювальній милі        |                                                            |                                                            |                                                            |
| Дата                                          | 2.11.1908                                                  | 2.04.1909                                                  | 5.03.1909                                                  |
| Середні оберти, об/хв                         | 335,6                                                      | 332,9                                                      | 331                                                        |
| Максимальна потужність, к.с.                  | 26 836                                                     | 27 407                                                     | 26 966                                                     |
| Максимальна швидкість, вузли                  | 21,64                                                      | 21,56                                                      | 21,55                                                      |

Силова установка була взята з «Дредноута». Через збільшення водотоннажності та ширини очікувалося, що швидкість впаде на пів вузла, але на випробуваннях усі кораблі серії легко досягли проєктної швидкості «Дредноута» у 21 вузол. Два комплекти парових турбін загальною потужністю 23 000 к.с. приводили у рух чотири вали. Усі турбіни Парсонса. Кожний комплект турбін складався з турбін високого тиску (ВТ) переднього та заднього ходу, та турбін низького тиску (НТ), теж переднього і заднього ходу. Турбіни низького тиску були з'єднані з турбінами крейсерського ходу.
- 1 — зовнішній вал;
- 2 — патрубок подачі пари від турбіни високого тиску (ТВТ) заднього ходу на турбіну низького тиску (ТНТ) заднього ходу
- 3 — ТВТ заднього ходу
- 4 — думміс (нерухоме кільце, що компенсує осьове навантаження пари на ротор турбіни)
- 5 - несучий підшипник
- 6 — ТВТ переднього ходу
- 7 — внутрішній вал
- 8 — патрубок для подачі пари на ТВТ переднього ходу
- 9 — блок упорного підшипника
- 10 — патрубок для подачі пари на ТВТ переднього ходу
- 11 — магістраль подачі пари з котельних відділень
- 12 — вентиль регулювання подання пари на турбіни заднього ходу
- 13 — вентиль регулювання подання пари на турбіни переднього ходу
- 14 — вентиль регулювання подання пари на крейсерську турбіну
- 15 — патрубок для подачі пари на крейсерську турбіну
- 16 — головний пароконденсатор
- 17 — патрубок для подачі пари від ТНД на пароконденсатор
- 18 — ТНТ заднього ходу
- 19 — ТНТ переднього ходу
- 20 — патрубок подачі пари від ТВТ переднього ходу на ТНТ переднього ходу
- 21 — патрубок подачі пари від крейсерської турбіни на ТВТ переднього ходу
- 22 — крейсерська турбіна

Крім численних переваг, парові турбіни мали й суттєву ваду: вони розраховувалися на один режим, яким зазвичай був режим повного ходу, а на інших мали нижчий ККД, тому на них росли питомі витрати палива. Крейсерські турбіни повинні були компенсувати цей недолік і були оптимізовані під роботу на крейсерській швидкості, але не виправдали сподівань. Ці турбіни відключалися на повному ході, через що зазнавали навантажень від температурних деформацій. 6 листопада 1907 року, після випробувального круїзу «Дредноута», крейсерські турбіни розібрали та виявили, що другий та третій ступені лопатей мали пошкодження. При подальшій експлуатації у корпусах цих турбін на «Дредноуті» та «Беллерофоні» виявили тріщини, які призводили до втрати пари. Тому ці турбіни були відключені та до кінця кар'єри возилися як баласт, а з підвищеною витратою палива боролися підбором режимів роботи силової установки. Незважаючи на ці проблеми, Адміралтейство встановлювало крейсерські турбіни на лінкори аж до проєкту «Нептун» (1908).
Схема котельних відділень також була взята з «Дредноута». Пару виробляли 18 котлів з робочим тиском 16,5 ат (235 psi). Кожен котел мав чотири форсунки для впорскування нафти загальною продуктивністю 435 кг/год. «Беллерофон» та «Суперб» мали котли схеми Babcock & Wilcox, «Темерер» — Yarrow.
Порівняно з «Дредноутом» запаси палива були зменшені. Максимальна місткість вугільних бункерів була зменшена на 252 д. тонн і становила 2648 тонн, а нафти на 278, до 842 тонн. Наслідками стало зменшення максимальної дальності ходу на 18 вузлах на 760 миль до 4230 миль, та при 10-вузловому ході на 900 миль, до 5720 миль. Споживання вугілля на 17-18 вузлах (крейсерський хід) становило 324 тонни на добу.

## Зовнішній вигляд, зміни та модифікації

### Відмінності між кораблями та класами
Відмінною ознакою кораблів класу «Беллерофон» та наступного класу «Сент-Вінсент» було незвичайне розташування грот-щогли перед другою димовою трубою. Щогли були розташовані ближче одна до одної, ніж зазвичай, і грот-щогла знаходилася майже по центру корабля. Відмінними рисами були також піднята над кормовою надбудовою прожекторна платформа, висока компасна платформа над нею та високі башточки по боках. Вперше кронштейни сирен були розташовані не на димових трубах, а на передніх ніжках триногих щогл. Ця схема далі використовувалася на всіх пізніших лінкорах аж до лінкорів класу «Нельсон» 1925 року.
Лінкори цього класу було важко відрізнити від лінкорів класу «Сент-Вінсент», бо відмінності були незначними:
- у «Беллерофонів» були короткі димові труби однакового розміру, а на «Сент-Вінсентах» кормова була більша за носову;
- на «Белерофонах» були довші стеньги, та коротші брам-стеньги;
- стеньги були розташовані далі в корму, за щоглою. Брам-стеньги були попереду стеньг, а на «Сент-Вінсентах» позаду[42].

Три кораблі класу «Белерофон» трохи відрізнялися один від одного:
- на «Беллорофоні» клітка на обидвох димарях була пласкою, спереду містка був встановлений знімний навіс, на димових трубах не було марок (білі смуги для ідентифікації кораблів);
- на «Темерері» клітки на димових трубах були як на «Беллрофоні», марки на обох димарях — по дві білі смуги;
- на «Супербі» більше виступаюча сітка над другою димовою трубою, дві білі смуги на носовій трубі.

Були також деякі відмінності у розташуванні люків на полубаку.

### Хронологія модифікацій
У 1909—1910 «Беллерофон» заради експерименту обладнали директором (англ. director) керування артилерійським вогнем. Оригінальні вказівники дистанції замінили на модифіковані, які своєю чергою зняли до 1914 року.
У 1911—1912 топ фок-щогли на «Темерері» було перебудовано, і він отримав вузьку передню частину. На «Супербі» вказівники дистанції під топами замінили на вигнуті екрани. 24-дюймовий прожектор зняли з нижнього топа на «Беллерофоні».
У 1912—1913 контрольний пост на «Беллерофоні» та «Супербі» перебудовали як на «Темерері». Екрани для захисту від дульних газів встановили позаду 102-мм гармат на носовій башті «Суперба» та бортових баштах «Темерера». З «Темерера» зняли 24-дюймові прожектори. До березня 1913 «Беллерофон» отримав велику платформу на фок-мачті, але її зняли десь у 1913 році.
У 1913—1914 на «Беллерофоні» 102-мм гармати з носової башти перенесли та встановили над передньою парою 102-мм гармат у надбудові. За 102-мм гарматами над бортовими баштами ГК встановили екрани від дульних газів. Задля експерименту перерозподілили прожектори: вони були підняті якомога вище та зосереджені, щоб приховати довжину та курс корабля. Чотири прожектори перенесли на платформи у нижній частині триног фок та грот щогл, ще два на висотну платформу по боках носової димової труби. Ще чотири прожектори змонтували на нижній платформі на ніжках триноги грот-щогли. Оригінальний невеликий місток навкруги бойової рубки розширили в корму до стійок триногої щогли, а місце перед бойовою рубкою розчистили для кращої оглядовості. Навігаційну платформу перенесли в ніс.
На «Супербі» модифікували верхній контрольний пост і він отримав вигнуту передню стінку. Екрани від дульних газів зняли з носової башти.
У 1914 році 102-мм гармати зняли з носової башти на «Супербі» і «Темерері» і змонтували над носовою парою 102-мм гармат у надбудові, як на «Беллерофоні». Прожектори на «Супербі» перерозподілили як на «Беллерофоні», за винятком прожекторів на містку, які залишились на місці й не були перенесені на димову трубу. До серпня 1914 змонтували платформи під прожектори, але самі вони не були перенесені. На «Беллерофоні» зняли реї на щоглах, а висоту стеньг зменшили. Така зміна рангоуту вперше відбулася на «Беллерофоні» та «Колінгвуді» задля вдосконалення розміщення радіоантен і потім стала загальною практикою на флоті у 1915—1916 роках.
У цей час на «Беллерофоні» надбудови були більше розвиненими і його силует виглядав масивнішим. На початку бойових дій всі смуги на димарях зафарбували.

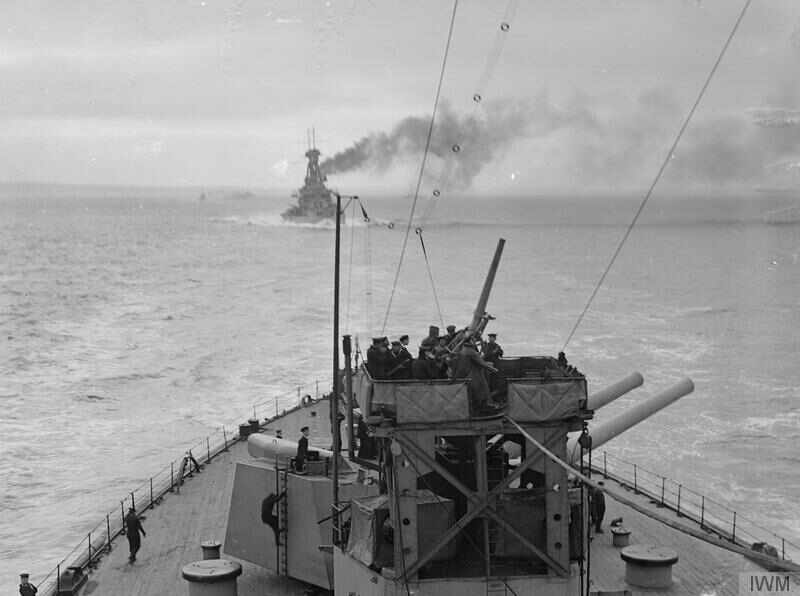
76-мм зенітна гармата на прожекторній платформі «Беллерофона» між 4-ю та 5-ю баштами ГК

У 1914—1915 роках встановили обладнання централізованого керування стрільбою. Платформу з приладами встановили під носовим контрольним постом, а сам контрольний пост розширили. 102-мм гармати зняли з бортових башт та встановили у надбудові, на один рівень вище над чотирма кормовими 102-мм гарматами, що були встановлені при будівництві. За винятком двох 102-мм гармат, які ще деякий час збереглися на кормовій башті ГК, усі 102-мм гармати розподілили на дві групи, що полегшувало керування ними та концентрацію вогню. На колишню прожекторну платформу між 4 та 5 кормовими баштами ГК встановили 76-мм зенітку. Прожектори на «Темерері» перемістили як на «Беллерофоні». З щогл на «Супербі» та «Темерері» зняли реї, але висота стеньг залишилося незмінною. Передню пара 102-мм гармат зняли з надбудови, а верхні 102-м гармати на надбудові обшили стальними листами задля захисту персоналу.
У 1916 році на «Беллерофоні» встановили обладнання для повітряних куль. З усіх кораблів серії зняли протиторпедні сітки. У цей час «Беллерофон» і «Суперб» мали модифіковані розширені містки, а «Темерер» зазнав менше модифікацій і на ньому містки позаду бойової рубки не були розширені. На «Супербі» і «Темерері» зменшили висоту стеньг, на «Супербі» це зробили вже після травня 1916 року.
У 1916—1917 році (до квітня 1917 року) 76-мм зенітну гармату між кормовими баштами ГК замінили на 102-мм. Після Ютландської битви провели екстрене покращення броньового захисту. На середню та головну палубу над погребами настелили додаткові 19-та 25-мм сталеві листи загальною вагою 23 тони. На щогли встановили парусинові завади для далекомірів, їх розташування було різним на кораблях серії. На баку «Беллерофона» у 1917 році нанесли експериментальний камуфляж. Можливо він був нанесений і на інші систершипи, але підтвердження цьому немає. Далекомірні завади зняли наприкінці 1917, початку 1918 року. «Беллерофон» залишився без камуфляжу до серпня 1917.
У 1917—1918 році встановили вказівники дистанції годинникового типу: на «Беллерофоні» і «Супербі» вони знаходилися на носовому контрольному топі, а на «Темерері» — на передній панелі містка. Шкали повороту нанесли на носові та кормові башти ГК у 1917 році. На «Супербі» зняли пару нижніх кормових 102-мм гармат. На платформах прожекторів на стійках триногої фок-щогли додали спостережні пости замість прожекторів. Кормовий торпедний апарат зняли до квітня 1917. Розташування прожекторів знову було змінено. Навкруги другої димової труби встановили башточки з 36-дюймовими прожекторами у вигляді «кавових коробок» (англ. coffee-box). Розміщення цих башточок відрізнялося на різних кораблях серії, але на всіх носові були розташовані вище за кормові. На усіх кораблях зняли прожектори з платформи на грот-щоглі; також прибрали прожектори навкруги носової димової труби на «Беллерофоні» та з містка на «Супербі». Крім цього на «Супербі» і «Темерері» демонтували прожекторні платформи на стійках фок-щогли. На всіх кораблях на носові труби встановили клінкерні екрани (продовження передньої стінки труби наверх, щоб зменшити задимлення фор-марсу). На «Темерері» та «Беллерофоні» це зробили до серпня 1917.

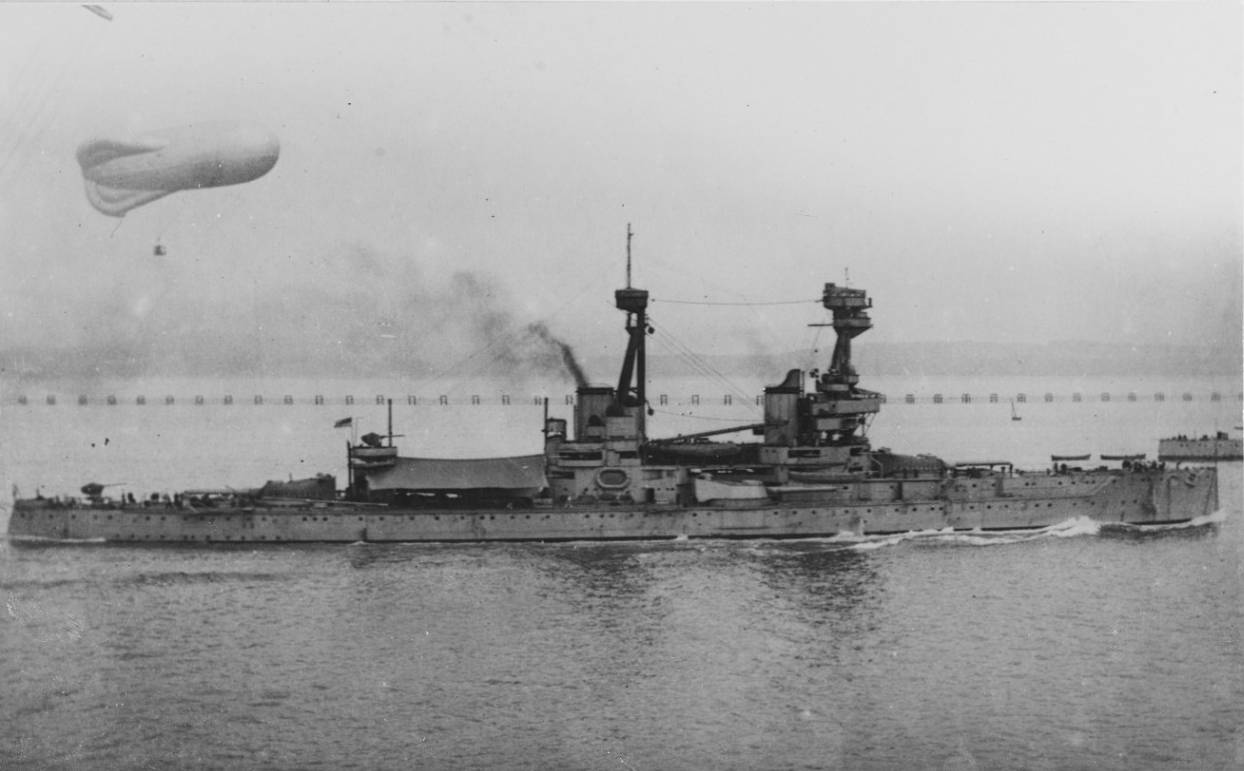
«Беллерофон» у 1918 році

У 1918 році з усіх трьох кораблів 102-мм зенітку зняли з платформи між кормових башт та встановили у кормовій частині квартердека по правому борту. Зенітні далекоміри встановили на носових контрольних постах. На «Беллерофоні» на носовій та кормовій баштах встановили платформи для злету колісних літаків. Фок-щоглу зняли, а на топі цієї щогли встановили далекомір. На «Беллерофоні» на топі фок-щогли встановили механічний семафор.
У листопаді 1918 року на «Беллерофоні» і «Темерері» стояли десять прожекторів, на «Супербі» — дев'ять. На «Беллерофоні» і «Темерері» стояли дванадцять протимінних 102-мм гармат, на «Супербі» — одинадцять. На усіх стояли по одній 76-мм та 102-мм зенітці.

У 1919—1920 роках на усіх кораблях намалювали шкали повороту на баштах. На «Темерері» прибрали верхню пару 102-мм гармат кормової групи та нижню пару носової групи, щоб забезпечити більші площі для виконання функції учбового корабля. Зенітні гармати зняли з «Суперба» та «Темерера».

## Представники
| Назва                      | Будівництво             | Вартість будівництва (з гарматами) | Закладений    | Спущений на воду | Вступив у дію   | Доля                       |
| -------------------------- | ----------------------- | ---------------------------------- | ------------- | ---------------- | --------------- | -------------------------- |
| Беллерофон HMS Bellerophon | Портсмутська корабельня | £1 765 342                         | 6 грудня 1906 | 27 липня 1907    | 20 лютого 1909  | Зданий на злам у 1921 році |
| Суперб HMS Superb          | Армстронг, Вітворт і Ко | £1 676 529                         | 6 лютого 1907 | 7 листопада 1907 | 26 березня 1909 | Зданий на злам у 1920 році |
| Темерер HMS Temeraire      | Корабельня Девенпорту   | £1 751 144                         | 1 січня 1907  | 24 серпня 1907   | 1 травня 1909   | Зданий на злам у 1921 році |

### «Беллерофон»

«Беллерофон» приблизно у 1910 році

Побудований за кошторисом 1906—1907 років. Замовлення видано 30 жовтня 1906. Випробування розпочато у жовтні 1908. 20 лютого 1909 року ввійшов до складу Норської дивізії (англ. Nore Division) Флоту метрополії. У березні того ж року Норську дивізію було реорганізовано у 1-шу дивізію лінкорів. У мирні часи служба була досить рутинною. «Беллерофон» брав участь в оглядах флоту та щорічних навчаннях.
1 травня 1912 року 1-ша дивізія лінкорів Флоту Метрополії стала 1-ю ескадрою лінкорів 1-го флоту.
10 березня 1914 року «Беллерофон» був переведений до 4-ї ескадри лінкорів. В серпні з початком Першої світової війни Флот Метрополії став Гранд-Флітом, зі збереженням нумерації ескадр лінкорів. 27 серпня о 21:30 зіткнувся з SS «St Glair» біля Оркнейських островів, не отримавши значних ушкоджень.
31 травня 1916 року «Беллерофон» узяв участь у Ютландській битві разом з лінкорами 4-ї ескадри. Був найстарішим дредноутом королівського флоту, що взяв участь у битві, бо «Дредноут» знаходився на ремонті. Після розгортання Гранд-Фліта у бойову лінію «Беллерофон» був 14-м у строю та під час бою випустив 62 305-мм та 14 102-мм снарядів. 21 листопада 1918 року брав участь у церемонії капітуляції німецького Флоту Відкритого моря.
У березні 1919 року по закінченні війни Гранд-Фліт розформували, а «Беллерофон» приписали до командування у Норі як навчальний корабель (англ. turret drill ship). 25 вересня його вивели у резерв у Девенпорті, а у січні 1920 року запланували до утилізації. У березні 1921 року корабель внесли до списків на утилізацію та 14 серпня включили до списків на продаж.
8 листопада 1921 року проданий компанії Slough Trading Co. за £44 000. У вересні 1922 року перепроданий німецькій фірмі для розбірки на метал. 14 серпня 1922 року виведений з Плімуту і відбуксований до Німеччини.

### «Суперб»

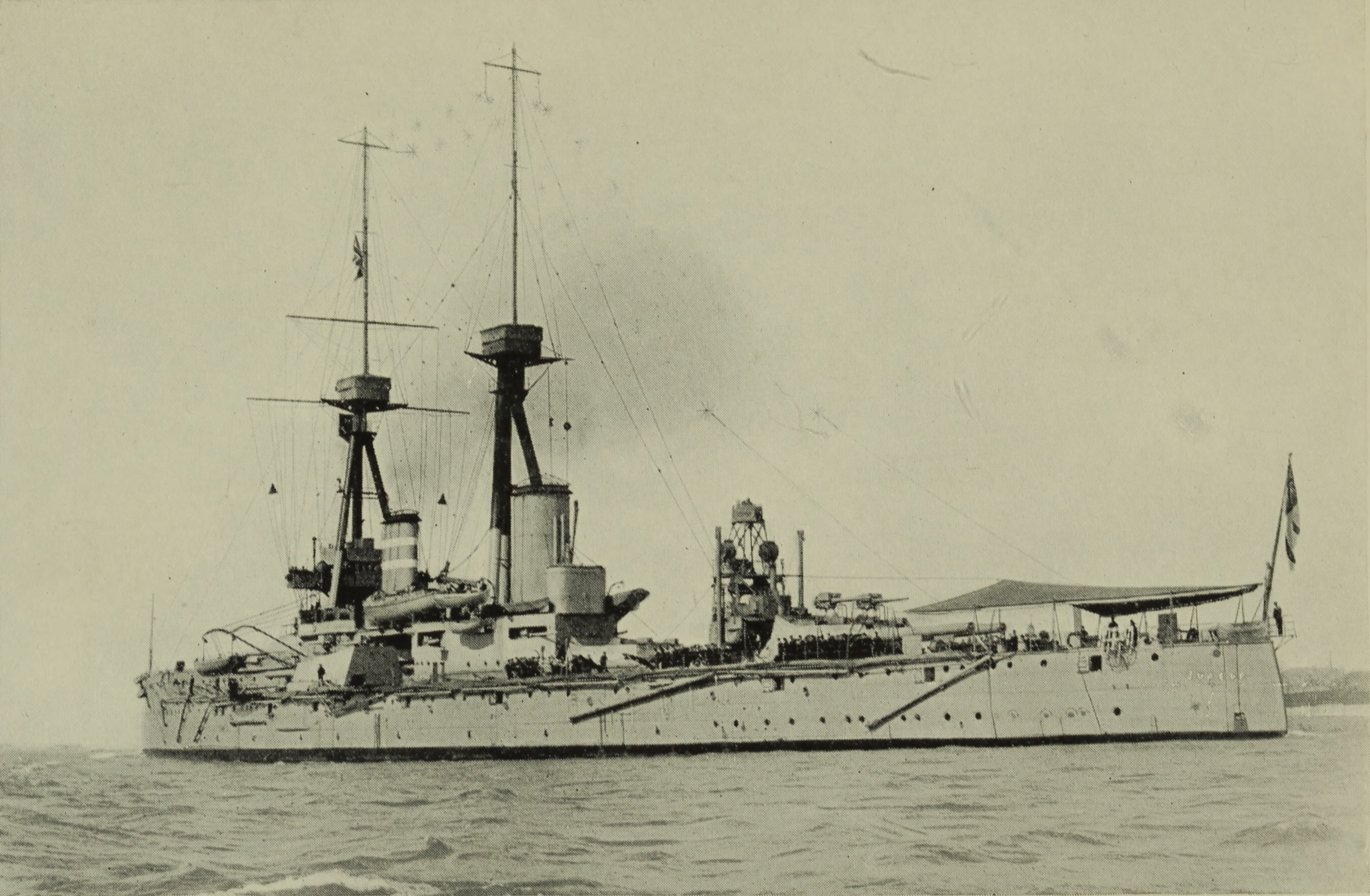
«Суперб» у 1911 році

Замовлення видане 26 грудня 1906 року. Випробування почалися наприкінці березня 1909. Страйки працівників значно затримали будівництво. 29 травня 1906 року у Портсмуті ввійшов до лав 1-й дивізії Флоту Метрополії. Перед війною брав участь у щорічних маневрах та періодичних оглядах флоту, включно з Коронаційним оглядом 24 червня 1911 року — оглядом флоту на честь коронації нового короля Георга V. 1 травня 1912 року 1-ша дивізія лінкорів Флоту Метрополії стала 1-ю ескадрою лінкорів 1-го флоту. 8 серпня, з початком Першої світової війни флот Метрополії став Гранд-Флітом.
10 листопада 1915 перейшов у 4-ту ескадру лінкорів. 31 травня 1916 під час Ютландської битви знаходився у складі 3-ї дивізії 4 ескадри лінкорів. Після розгортання британського флоту у бойову лінію «Суперб» був у ній одинадцятим. На «Супербі» ніс свій прапор командувач 3-ю дивізії 4-ї ескадри контрадмірал Александер Дафф. Під час битви «Суперб» випустив 54 305-мм снарядів та не зазнав втрат екіпажу.
У жовтні 1918 року разом з «Темерером» був відправлений як посилення Британської Східної Середземноморської ескадри. 31 жовтня «Суперб» дійшов до Мудроса і став флагманським кораблем віцеадмірала Сомерсета Калторпа. З листопада 1918 по квітень 1919 був флагманом Британських військово-морських сил у турецьких водах та Чорному морі. У квітні 1919 повернувся додому. 26 квітня зараховано у Норський резерв у Ширнессі та до складу третього флоту. У вересні замінив «Беллерофон» як навчальний артилерійський корабель (англ. turret drill ship) у Норі. У грудні його змінив «Ерін».
26 березня 1920 року виключений зі списків флоту. У грудні переданий для артилерійських експериментів. У травні 1922 використовувався як мішень у Портсмуті для експериментів над захистом погребів від прориву форсу вогню. Восени у Портсмуті був мішенню для авіаційних атак. У грудні 1922 проданий Stanlee Shipbreaking Co. з Дувра. 7 квітня 1923 вийшов з Портсмута на буксирі та був відведений до Дувру, де його розібрали на метал.

### «Темерер»

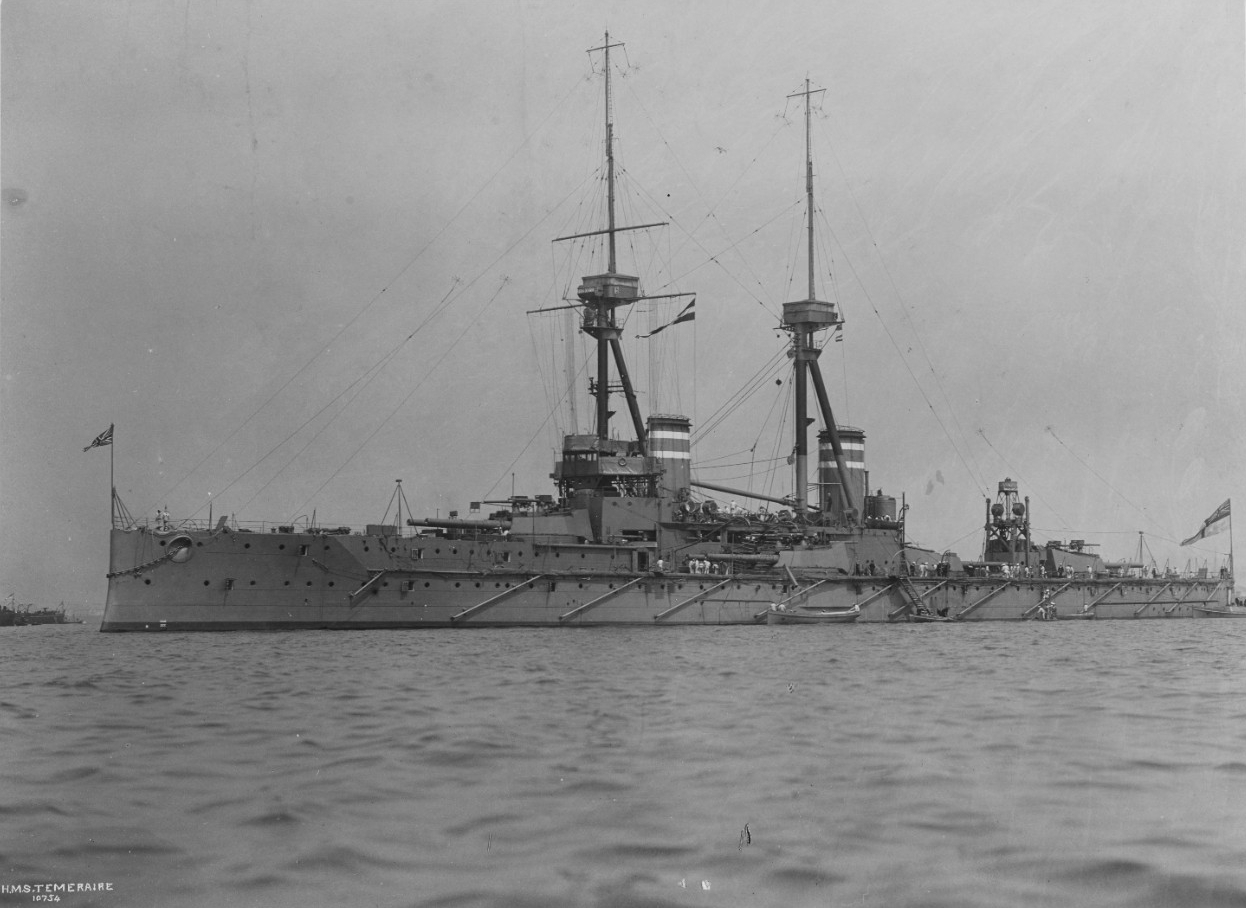
«Темерер» на початку служби

Замовлений 30 жовтня 1906 року. Вступив до ладу 15 травня 1909 року і служив у Девенпорті в складі 1-ї дивізії Флоту Метрополії. Як і систершипи, брав участь у щорічних маневрах та оглядах флоту. 1 травня 1912 року 1-ша дивізія стала 1-ю ескадрою лінкорів Флоту Метрополії. 8 серпня, з початком Першої світової війни флот Метрополії став Гранд-Флітом.
18 березня 1915 року намагався безрезультатно протаранити підводний човен U-29 під командою Отто Веддігена, який потім таранив «Дредноут». 31 травня 1916 року у складі 4-ї ескадри лінкорів взяв участь у Ютландській битві — після розгортання Гранд-Фліту був п'ятнадцятим у бойовій лінії. Випустив під час бою 72 305-мм та 50 102-мм снарядів. Про влучання у якісь цілі відомостей нема. 12 квітня 1918 року вийшов разом із «Супербом» з Росайту для посилення Британської Східно-Середземноморської ескадри. 26 листопада разом із «Супербом» та Союзною ескадрою зайшов у Севастополь. Моряки та офіцери з команди «Темерера» взяли під контроль колишній російський есмінець «Счастливый», після 12 грудня його відправили його до Ізмітської затоки, головної на той час бази британських сил у Туреччині. Залишався у турецьких водах та Чорному морі до квітня 1919 року.

3 квітня 1919 року вирушив додому. 23 квітня виведений в резерв у Девенпорті. 23 вересня виведений з резерву і повернувся до служби в ролі учбового корабля для навчання кадетів. 8 жовтня вийшов з Девонпорту у перший навчальний похід. 11 квітня 1921 року після завершення останнього учбового рейсу прибув до Портсмуту. 15 квітня вийшов з Портсмуту до Росайту та був записаний у чергу до ліквідації. Наприкінці 1921 року проданий на брухт компанії Stanlee Shipbreaking Co. У лютому 1922 року «Темерер» відбуксували до Дувру, де він був розібраний на метал.

## Оцінка проєкту
Лінійні кораблі класу «Беллерофон» стали еволюційним продовженням «Дредноута», фактично скопіювавши його конструкцію з незначними змінами.
На лінкорах класу «Беллерофон» залишили схему розташування гармат головного калібру такою ж, як на «Дредноуті», але вирішили покращити розташування приладів керування їх наведенням. Єдина фок-щогла на «Дредноуті» стояла позаду димової труби та потерпала від димових газів. На новому проєкті поставили дві триногі щогли з контрольними постами, та фок-щогли винесли попереду носової труби. Це значно покращило роботу розташованого на топі фок-щогли контрольного поста, але кормовий контрольний пост все одно потерпав від розпечених газів та диму, так що інколи на ньому неможливо було знаходитись.
Був значно покращений протимінний калібр. 76-мм гармати «Дредноута» не могли протидіяти сучасним міноносцям, тому «Беллерофони» отримали 16 102-мм гармат: вісім на баштах ГК, та вісім у надбудові. Експлуатація показала, що розташування гармат на баштах ГК має свої вади, тому з башт їх пізніше зняли, частково розмістивши на другому ярусі надбудови.
Схема бронювання була змінена. Палуби стали однієї товщини 32 мм. Броньовий пояс порівняно з «Дредноутом» був зменшений на один дюйм (25,4 мм) на міделі, та на 1 дюйм збільшений на носі та кормі. Зменшення товщини броньової цитаделі знадобилося для посилення підводного захисту. «Беллерофони» замість екранів навпроти погребів отримали суцільну протиторпедну перебірку завтовшки 25—51 мм, що було значним покращенням. Посилений підводний захист став невіддільною ознакою лінкорів і був викликаний зростаючою загрозою від мін та торпед.
Силова установка була взята з «Дредноута» і успадкувала її переваги та недоліки. Завдяки зміненим обводам корпусу навіть при рості водотоннажності вдалося забезпечити максимальну швидкість у 21 вузол. Парові турбіни порівняно з паровими машинами були легшими та надійнішими, але мали збільшену витрату палива на крейсерській ході, тому забезпечували меншу дальність плавання. Спроба усунути цей недолік встановленням спеціальної турбіни крейсерського ходу була провальною. Турбіна не працювала на максимальній швидкості, а тому потерпала від температурних навантажень і швидко виходила з ладу. Її довелось відключити, а дальність ходу збільшувати шляхом підбору режимів роботи основних турбін. Порівняно з «Дредноутом» запас палива був зменшений, що призвело до падіння дальності.

## Аналоги

### «Нассау» (Німецька імперія)
Фактичну відповідь на «Дредноут», лінкори класу «Нассау», німці заклали лише у серпні 1907, тому «Беллерофони» встигли стати до строю раніше за них. Німецькі лінкори мали на озброєнні 45-каліберні 280-мм гармати. Враховуючи кращу якість снарядів, німецькі інженери обґрунтовано за бронепробивністю вважали їх еквівалентом британської 305-мм гармати. Гармати головного калібру також розташовувалися у двогарматних баштах і їх було більше — 12, але вони мали неоптимальне гексагональне розташування, тому бортовий залп був таким самим, як і в британських дредноутів — вісім гармат. Протимінна артилерія на «Нассау» складалася з двох калібрів — 150 та 88 мм. З досвіду війни 88-мм гармати були визнані як малоефективні, проте 150-мм гармати виявилися краще пристосованими до відбиття торпедних атак, ніж 76-мм та 102-мм гармати британських лінкорів.
Німецькі лінкори мали кращий захист. Бронювання було більшим за висотою, площею та товщиною: пояс 270 мм на головному, та 290 мм на інших кораблях серії. Традиційно для німецьких кораблів сильним був і протиторпедний захист: вони мали 30 мм суцільну протиторпедну перебірку, гарний розподіл на водонепроникні відсіки та розвинену систему боротьби за живучість. Слабким місцем проєкту була силова установка. Німці не ризикнули встановлювати турбіни, і «Нассау» були оснащені паровими машинами. Це обумовило меншу, ніж у британських дредноутів, максимальну швидкість у 19 вузлів.

### «Саут Керолайна» (США)
Американці почали проєктувати свої перші дредноути класу «Саут Керолайна» раніше за британський «Дредноут», але не поспішали, тому вони стали до ладу навіть пізніше за «Беллерофони». Американський дредноут проєктувався в умовах жорсткого ліміту водотоннажності, яка не повинна була перевищувати таку в броненосців. Це обумовило слабкість проєкту у порівнянні з європейськими візаві.
Головний калібр складався лише з восьми 305-мм гармат у двогарматних баштах, але вони були розташовані за лінійно-піднесеною схемою, тому бортовий залп складав ті ж вісім гармат, що і в європейців. Протимінний калібр складався з 76-мм гармат і був відверто слабким.
Захист був місцями гірший, ніж на останніх американських броненосцях класу «Коннектикут», але не гірший за британський «Дредноут»: пояс 279 мм, який збільшувався навпроти погребів до 305 мм. Завдяки відмові від бортових башт протиторпедний захист мав більшу глибину, тому американці вважали його кращим, ніж у європейців.
Американські конструктори, як і німці, не ризикнули ставити турбіни, і американські дредноути були оснащені паровими машинами. Це призвело до того, що максимальна швидкість була лише 18 вузлів, як і у броненосців, що стало головною вадою проєкту. Під час першої світової війни «Саут Керолайни» не були відправлені з іншими дредноутами до Європи й діяли у домашніх водах разом зі старими броненосцями.

### Порівняльна таблиця
| Закладений                           | 1905                                               | 1905                              | 1906                               | 1906                              | 1907                                            |
| Введений у дію                       | 1908                                               | 1906                              | 1909                               | 1910                              | 1909                                            |
| Водотоннажність нормальна, т         | 16 090                                             | 18 400,5                          | 18 800                             | 16 256,6                          | 18 873                                          |
| Повна, т                             | 17 820                                             | 22 195,4                          | 22 102                             | 17 983,9                          | 20 535                                          |
| Тип ЕУ                               | ПМ                                                 | ПТ                                | ПТ                                 | ПМ                                | ПМ                                              |
| Проєктна потужність, к. с.           | 16 750                                             | 23 000                            | 23 000                             | 16 500                            | 22 000                                          |
| Проєктна максимальна швидкість, вуз. | 18                                                 | 21                                | 20,75                              | 18                                | 19                                              |
| Дальність, миль (на швидкості, вуз.) | ?                                                  | 6620 (10)                         | 5720 (10)                          | 5000 (10)                         | 9400 (10)                                       |
| Бронювання, мм                       |                                                    |                                   |                                    |                                   |                                                 |
| Пояс                                 | 305                                                | 279                               | 254                                | 279 305 в районі погребів         | 270 (290)                                       |
| Верхній пояс                         | 203                                                | —                                 | —                                  | —                                 | 160                                             |
| Палуба                               | 25—76                                              | 35—76                             | 32—76                              | 38—63                             | 55—80                                           |
| Башти                                | 305                                                | 279                               | 279                                | 305                               | 280                                             |
| Барбети                              | 305                                                | 279                               | 229                                | 254                               | 265                                             |
| Рубка                                | 305                                                | 279                               | 279                                | 305                               | 400                                             |
| Схема розташування ГК                |                                                    |                                   |                                    |                                   |                                                 |
| Озброєння                            | 2×2 — 305-мм/45 10×234-мм/50 24×76-мм 2×47-мм 5 ТА | 5×2 — 305-мм/45 27×1 — 76-мм 5 ТА | 5×2 — 305-мм/45 16×1 — 102-мм 3 ТА | 4×2 — 305-мм/45 22×1 — 76-мм 2 ТА | 6×2 — 280-мм/45 12×1 — 150-мм 14×1 — 88-мм 6 ТА |

#### Зауваги
1. ↑  У Burt, British Battleships WW1, p.64 вказано 102-мм/45 Mk III, але в джерелах по озброєнню інша марка, також у Паркса, с. 498 марка не вказана, але вказано що гармати з довжиною ствола 50 калібрів (102-мм/50), а Mk III - 45 (102-мм/45).
2. ↑  У Паркса вказано що Дафф був командиром 4-ї ескадри, але це помилка. Насправді 4-та ескадра складалася з двох дивізій по чотири кораблі — третьої і четвертої, та на додачу флагман Джеліко «Айрон Дюк». 4-ю ескадрою командував віцеадмірал Доветон Стерді[en], який тримав прапор на «Бенбоу». А контрадмірал А. Дафф був командувачем третьої дивізії. Зазвичай він тримав прапор на «Емперор оф Індія», але той знаходився на ремонті, тому тимчасово флагманом Даффа був «Суперб»
3. ↑  Для кораблів з паровими машинами надана індикаторна потужність (потужність, що її розвивають гази в циліндрах двигуна), для кораблів з паровою турбіною — потужність на валах.
4. ↑  У німецьких кораблів перший корабель у серії мав трохи меншу товщину бронювання, ніж наступні. Цифра у дужках — товщина бронювання для наступних кораблів серії.